# Comair-Flug 5191
Comair-Flug 5191 (Flugnummer IATA: OH5191, ICAO: COM5191, Funkrufzeichen: COMAIR 5191) war ein Linienflug der Comair, einer Tochtergesellschaft der Delta Air Lines, der am 27. August 2006 von Lexington nach Atlanta führen sollte und beim Start vom Blue Grass Airport verunglückte. Mit Ausnahme des Ersten Offiziers starben alle Insassen.

## Fluggerät und Passagiere

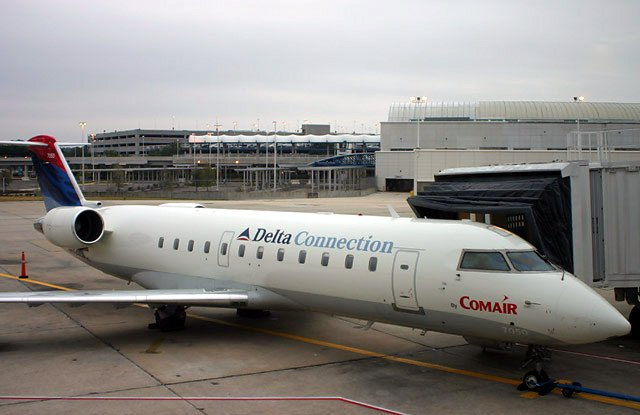
Eine baugleiche CRJ100ER der Comair

Die verunglückte Bombardier CRJ100ER mit dem Luftfahrzeugkennzeichen N431CA und der Produktionsnummer 7472 wurde am 30. Januar 2001 neu an Comair übergeben und war seither durchgehend von dieser im Rahmen der Marke Delta Connection für Delta Air Lines eingesetzt worden.
An Bord von Flug 5191 waren am Tag des Unfalls 47 Passagiere, zwei Piloten und ein Flugbegleiter.  Der einzige Überlebende war der Copilot James Polehinke, der mit schweren Verletzungen gerettet werden konnte. Er war auch der steuerführende Pilot (Pilot Flying, PF) des Fluges 5191.

## Unfallverlauf
Obwohl dem Flugzeug die 2.135 Meter lange Startbahn 22 zugewiesen wurde, bogen die Piloten versehentlich auf die nur 1.067 Meter lange und unbeleuchtete Startbahn 26 ein und begannen den Startlauf. Die zur Verfügung stehende Strecke für den Startlauf auf der deutlich kürzeren Bahn war nicht ausreichend für den nahezu vollbesetzten Jet, der schließlich am Ende der Startbahn die Befeuerung durchbrach, mit einer Böschung, dem Flughafenzaun und Bäumen kollidierte und in zwei Hauptteile zerbrach. Das Wrack fing Feuer und brannte etwa 600 m hinter dem Pistenende aus.

## Ursachen
Untersuchungen des Flugdatenschreibers und des Funkverkehrs sowie des Stimmenrekorders an Bord ergaben, dass der Unfall hauptsächlich durch ein Fehlverhalten der Piloten vor dem Startlauf verursacht wurde. So kürzten die Piloten Start- und Rollbriefings wegen Privatgesprächen ab und bemerkten dadurch nicht, dass sie am Rollhalt-Punkt vor Startbahn 26 anhielten, die sie auf dem Weg zu Startbahn 22 eigentlich überqueren sollten. Die Piloten verletzten damit die Clean-Cockpit Regel, welche vorschreibt dass zwischen dem Anlassen der Triebwerke und Erreichen der Reiseflughöhe lediglich über den aktuellen Flug geredet werden darf. Als sie die Startfreigabe erhielten, bogen sie direkt auf die Startbahn 26 ab, ohne ihre Position zu überprüfen. Die Startbahn 26 war außer Betrieb und unbeleuchtet – was den Copiloten allerdings nicht beunruhigte, da er tags zuvor an diesem Flughafen bereits eine ebenfalls wegen eines Defektes unbeleuchtete Piste benutzt hatte. Die Untersuchung des National Transportation Safety Board (NTSB) ergab auch, dass im Tower des Flughafens die Verletzung interner Vorschriften den Unfall begünstigte. Anstelle der vorgeschriebenen zwei war nur ein Fluglotse im Dienst, der nach Erteilen der Startfreigabe für Comair 5191 das Flugzeug nicht weiter beobachtete und somit nicht bemerkte, dass der Startlauf auf der falschen Piste begann. Der Fluglotse ist allerdings auch nicht verpflichtet, dies zu überprüfen. Aufgrund von Bauarbeiten im Bereich der Rollwege zu Piste 22 existierte zudem kein Kartenmaterial, das die baulichen Gegebenheiten im Bereich der Rollwege und Pistenzugänge zum Unfallzeitpunkt wiedergab. Dies wurde jedoch nicht als ursächlich angesehen, da die Piloten von Comair Flug 5191 bereits vor Erreichen dieser Baustelle auf die falsche Startbahn 26 einbogen.

## Folgen
Die NTSB verfügte als Konsequenz aus diesem Flugunfall den Einbau von GPS-Systemen in die Bombardier CRJ100, welche den Piloten die Position der Maschine auf dem Flughafen anzeigen. Außerdem wird Piloten nun vorgeschrieben, vor dem Stopp am Rollhalt-Punkt der ihnen zugewiesenen Startbahn zu überprüfen, ob sie auch am korrekten Rollhalt-Punkt sind.

## Mediale Aufarbeitung
Der Unfall von Flug 5191 war Thema der sechsten Folge der einundzwanzigsten Staffel der kanadischen Dokumentarserie Mayday – Alarm im Cockpit, die in Deutschland unter dem Titel Unglück beim Abflug ausgestrahlt wurde.